# Hàrpag
Hàrpag (grec antic: Ἅρπαγος) fou un general mede que va trair el rei Astíages de Mèdia i el va lliurar al seu net rebel Cir II el Gran, al qual va proclamar rei.
Era possiblement membre de la casa reial de Mèdia. Heròdot explica que el rei Astíages va tenir un somni en què la seva filla Mandana tindria un fill que seria el rei que l'enderrocaria, i va encarregar a Hàrpag matar aquest fill. El general, però, no va voler matar-lo i el va donar a un pastor, anomenat Mitridates, que el va criar com el seu fill. Quan, anys després, Astíages se'n va assabentar, va fer matar el fill únic del general i el va presentar com a menjar en un banquet al qual era present Hàrpag, el qual es va limitar a agafar les restes per enterrar-les. Astíages va demanar als mags consell sobre Cir, i aquests li van dir que no calia patir perquè, com que ja havia estat rei de la muntanya, no es compliria la profecia de ser rei de Mèdia. Així, Astiages va permetre que Cir tornés amb Cambises i Mandana a Anshan.
Heròdot diu que Hàrpag va conspirar des de llavors amb els nobles de Mèdia i es va mantenir amb contacte amb Cir. Quan li va semblar que els nobles que estaven contra Astíages eren suficients, va enviar un missatge a Cir perquè es revoltés, com ho va fer, i Hàrpag i els nobles del complot van fer desertar les tropes, van empresonar el rei i van proclamar Cir rei.
Cir li va donar alts càrrecs en l'exèrcit i després de la mort del general Mazares, que dirigia el front de Lídia, li va encarregar la conquesta d'Àsia Menor, i va conquerir Lídia, Jònia, Cària, Lícia i altres regions, menys Milet, que fou respectada. Fou qui va idear l'estratagema dels camells per enfrontar-se a la cavalleria lídia.
Contra les ciutats greges, va idear un nou mètode de lluita que era desconegut pels grecs, aplicat primer a Focea. Es va exigir a la ciutat la rendició i la dedicació d'un edifici en signe de submissió; els foceus van demanar un dia per deliberar i, com que Hàrpag va decidir l'atac immediat, els habitants van fugir de la ciutat amb els seus vaixells i Hàrpag hi va establir una guarnició. Els foceus van anar a Còrsega, però més tard hi van tornar, van sorprendre la guarnició persa i la van massacrar. La següent ciutat fou Teos, que s'hi va sotmetre; així, va sotmetre diverses ciutats.
Després de subjugar els jònics del continent, els de les illes també van reconèixer la sobirania de Cir II el Gran. Hàrpag va poder aixecar un exèrcit amb els jònics i eolis, amb el qual va atacar els caris, camis i licis i les ciutats dòriques de la costa de Cària. Únicament la ciutat cària de Pedasa o Pedasus hi va oferir resistència. La colònia espartana de Cnidos es va preparar per resistir mentre Hàrpag encara era a Jònia i van fer un canal a la península que els unia amb el continent, però després, per mandat de l'oracle de Delfos, s'hi va sotmetre.
Amb els licis va tenir més dificultats, ja que li van presentar batalla davant de la capital, Xanthos, però foren derrotats per la superior força d'Hàrpag i els sobrevivents es van refugiar amb les famílies i els esclaus a la ciutadella i li van calar foc abans de rendir-se. Una escena d'aquest fets es va trobar en un sarcòfag descobert a Xanthos, i és al Museu Britànic. El nom d'Hàrpag apareix suposadament en una inscripció en llengua lícia.
Fou nomenat sàtrapa d'Àsia Menor i els seus descendents (els harpàgides), se suposa que foren la família reial de Lícia.